# 假唱大比拼
《假唱大比拼》（英語：Lip Sync Battle）是一部美国音乐真人實境節目，于2015年4月2日在美国有线电视（后改称派拉蒙电视网）首播。该节目根据斯蒂芬·默切特和約翰·卡拉辛斯基创意改编。在节目中，明星们通过对口型表演（假唱）进行对战。这个创意曾作为《吉米·法伦深夜秀》和《吉米·法伦今夜秀》中反复出现的片段被引入，后来发展成为一档独立节目。
该节目的首播集是Spike史上收视率最高的首播集，其一直是该电视网的热门节目。该节目的成功导致了各种国际改编作品的诞生。2018年8月，该剧续订第五季，并于2019年1月17日首播。2020年9月22日，有消息称，该节目作为派拉蒙电视网现已公开的向电影转型计划的一部分，该系列节目将转到另一个电视网派拉蒙全球播出。